# 頰齒龍
頰齒龍（屬名："Magulodon"，意為「臉頰的牙齒」），是種還沒有被詳細敘述、研究的恐龍，化石發現於早白堊紀阿普第階到阿爾比階，接近1億1200萬年前。頰齒龍可能屬於鳥臀目的鳥腳下目或基礎角龍下目，牠們生存於現代的美國馬里蘭州地區，是由Kranz在1996年所建立，唯一種是米爾柯克頰齒龍（"M. muirkirkensis"）。頰齒龍是種只根據單一牙齒而建立的物種。因為頰齒龍並沒有被正式地敘述、命名，所以目前狀態為無資格名稱。然而，頰齒龍在一個研究中被認為是不確定的標本，並避免被使用而造成分類的混淆，所以頰齒龍如果被正式敘述的話，可能被認為是個疑名。

## 外部連結
- 頰齒龍基本數據 （页面存档备份，存于） The Dinosaur Encyclopaedia
- 鳥臀目